# Eryngium ovinum
Eryngium ovinum là một loài thực vật có hoa trong họ Hoa tán. Loài này được A.Cunn. mô tả khoa học đầu tiên năm 1825.